# No Dogs Allowed
No Dogs Allowed ist ein Filmdrama von Steve Bache. Der Film mit Carlo Krammling und Robin Sondermann in den Hauptrollen feierte am 17. November 2024 auf dem 28th Tallinn Black Nights Film Festival seine Premiere, wo Bache in der First Feature Competition gewann. Am 19. November 2024 wurde No Dogs Allowed erstmals im deutschen Fernsehen gezeigt.

## Handlung
Der 15-jährige Gabo lernt im Chat den Familienvater Dave kennen, dem er sein Geheimnis anvertraut: Gabo ist pädophil und insgeheim in Sam verliebt, den 8-jährigen Bruder seines besten Freundes Sebbo. Dave begegnet Gabo mit Verständnis, schließlich treffen sie sich auch einige Male real. Gabo geht es dabei nur darum, endlich offen mit jemandem über seine sexuelle Neigung, die ihm Angst macht, sprechen zu können. Dave jedoch geht auf Gabos Gesprächsansätze nicht ein, sondern überredet ihn stattdessen nach erstem Kennenlernen zu sexuellen Handlungen, obwohl Gabo daran sichtlich nicht interessiert ist und sich unbehaglich fühlt.
Als Dave sich dann eine Woche lang nicht mehr meldet und Gabo eine verunsicherte Nachricht auf seiner Mailbox hinterlassen hat, nimmt die Kriminalpolizei Kontakt zu Gabo auf: Es liege gegen Dave eine Anzeige einer anderen Mutter wegen Missbrauchs ihres 14-jährigen Sohnes Freddy vor, dabei sei auch Daves Kontakt zu Gabo bekannt geworden. Da Gabo den Grund seiner Bekanntschaft zu Dave sowie die sexuellen Ereignisse ihrer Treffen unbedingt geheim halten will, räumt er zunächst nur einen rein geschäftlichen Kontakt ein. Als auf Daves Handy auch Fotos von Sam gefunden werden (die Gabo ihm im Chat gezeigt hat) und Sams Familie deshalb in die Ermittlungen einbezogen wird, steht Gabos Freundschaft mit Sebbo auf einer harten Probe. Gabo, der sich Sam gegenüber immer nur freundschaftlich verhalten hat, sieht sich dem Vorwurf ausgesetzt, er habe Dave die Fotos von Sam als sexuelle Anregung geschickt.
Gabo braucht lange, um sich zu entschließen, die Strafverfolgung gegen Dave zu unterstützen und ihn nicht länger als Freund zu betrachten. Dies setzt jedoch voraus, dass er Polizei und Staatsanwaltschaft gegenüber vollkommen offen ist. Dadurch erfahren auch seine Mutter und seine ältere Schwester von seinem Geheimnis, doch nach erstem Entsetzen stoßen sie ihn nicht weg. Die ermittelnde Kommissarin teilt ihm mit, dass sie zwar eine sexuelle Verbindung zwischen Gabo und Sam in Betracht ziehen müsse, dies jedoch nicht weiter verfolge, wenn es keinen näheren Verdacht dazu gebe. Gabo versichert ihr glaubhaft und wahrheitsgemäß, dass trotz sexueller Fantasien seinerseits der reale Kontakt zu Sam rein freundschaftlich und altersgerecht sei.
Der Film endet damit, dass Gabo neben diversen gleichaltrigen Jungen, deren Fotos er zuvor von der ermittelnden Beamtin auf dem Revier gezeigt bekam, im Gericht darauf wartet, gegen Dave auszusagen.

## Produktion

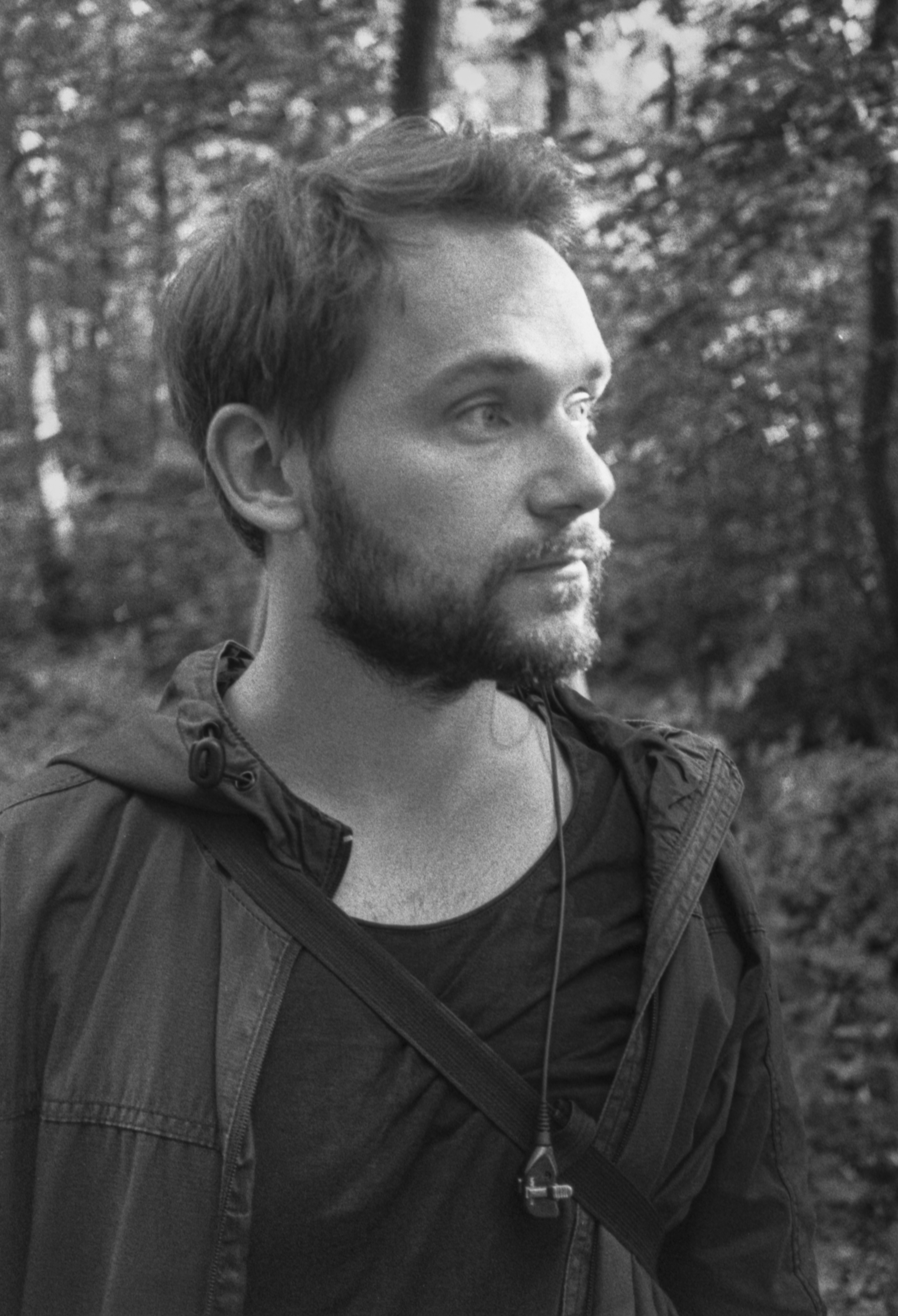
Regisseur Steve Bache

No Dogs Allowed ist der Debütfilm des in Pirna geborenen Filmemachers Steve Bache. Das Drehbuch schrieb Stephan Kämpf.
Der Film erhielt von der Medien- und Filmgesellschaft Baden-Württemberg eine Förderung in Höhe von 500.000 Euro.
Die Aufnahmen entstanden im September und Oktober 2023 an 26 Drehtagen in Stuttgart und Umgebung. Für die Bildgestaltung war Manuel Meinhardt verantwortlich. Das Szenenbild ist von Anika Klatt, Kostümbild von Stephanie Zurstegge. Das Maskenbild verantwortete Charlotte Fleck.
Die Premiere des Films fand am 17. November 2024 beim Tallinn Black Nights Film Festival statt. Die deutsche Erstausstrahlung erfolgte am 19. November 2024 im ZDF. Anfang Dezember 2024 wurde der Film im Rahmen der Filmschau Baden-Württemberg gezeigt. Ende März 2025 wird No Dogs Allowed beim International Music & Cinema Festival Marseille vorgestellt.

## Rezeption

### Kritiken
Davide Abbatescianni schreibt in seiner Kritik für das Online-Filmmagazin Cineuropa, alles in allem sei Steve Baches Debüt ein gelungenes Werk. Obwohl er sich für seinen ersten Spielfilm eines der schwierigsten Themen aller Zeiten ausgesucht habe, tue er dies mit Fingerspitzengefühl und solider Regie. No Dogs Allowed sei ein Anfang, der Gutes für seine Zukunft verspricht. In gestalterisch-technischer Hinsicht hebt Abbatescianni die Bildgestaltung von Manuel Meinhardt als eine der herausragenden Qualitäten des Films hervor. Ihm gelinge es, die emotionalen Höhen und Tiefen der Hauptfigur, einschließlich ihrer dunkelsten Instinkte, effektiv zu vermitteln, ohne dabei in Klischees zu verfallen. Zu Recht stelle der Film alles in Frage, das Schulsystem, die Beziehung zwischen Eltern und ihren Kindern, den einfachen Zugang zu Pornografie und Dating-Apps und den Mangel an psychologischer Unterstützung.

### Auszeichnungen
Filmschau Baden-Württemberg 2024
- Auszeichnung als Bester Spielfilm[6]

International Music & Cinema Festival Marseille 2025
- Nominierung für die Beste Filmmusik (Andreas Pfeiffer)[5]

Tallinn Black Nights Film Festival 2024
- Gewonnen: First Feature Competition (Steve Bache)[7]

Deutscher Schauspielpreis 2025
- Nominierung in der Kategorie Nachwuchs für Carlo Krammling[8]